# 代爾祖爾之圍
代爾祖爾之圍是伊斯兰国對敘利亞代尔祖尔省首府代尔祖尔的長期圍攻戰。伊斯蘭國在2014年擊敗省內其它反對派武裝後，到2014年7月已幾乎控制整個代爾祖爾省，只剩下代爾祖爾市仍由敘利亞政府軍控制。
2017年9月5日，敘利亞武裝部隊打破伊斯蘭國對於東北部城市代爾祖爾長達3年的封鎖。

## 2014年
2014年10月下旬，政府軍第104空降旅進攻Sakr島，奪回該島的9成地方，只有北部小部分仍由伊斯蘭國控制。超過120名武裝分子在島上陣亡。
2014年12月，伊斯蘭國朝代爾祖爾空軍基地方向再次發動進攻，3日戰鬥造成68－200名武裝分子及43－51名守軍士兵陣亡。

## 2015年
2015年1月，伊斯蘭國封鎖所有連接代爾祖爾市與外界的道路，並切斷所有連接政府控制區的光纖線和電纜線。
2015年5月初，伊斯蘭國攻佔Sakr島。
2015年11月上旬，伊斯蘭國對空軍基地的進攻再度被擊退，58名武裝分子陣亡。

## 2016年

2016年1月代爾祖爾市形勢圖

2016年1月16日，伊斯蘭國再次進攻代爾祖爾。當日有6名自殺炸彈客參與進攻。經過數日激戰後，伊斯蘭國攻佔Baghiliya和Ayyash社區。「敘利亞人權觀察」（SOHR）宣稱伊斯蘭國綁架了約400名來自親政府戰士家庭的平民。伊斯蘭國部隊又攻佔了Baghiliya南面和西面的區域。SOHR宣稱約440人在伊斯蘭國的5日攻勢中喪生，包括200名政府軍士兵、110名伊斯蘭國成員和127名平民。喪生的伊斯蘭國成員包括30名自殺炸彈客。85名平民和48名士兵被伊斯蘭國處決，42名平民死於政府軍空襲和炮擊。
2016年9月17日，美國領導的聯軍空襲位於代爾祖爾機場西南面的薩爾達山（Jabal Therdeh）的敘政府軍據點，造成超過60名敘利亞軍人死亡，超過100人受傷。伊斯蘭國隨即攻佔遇襲的薩爾達山。

## 2017年

2017年1月代爾祖爾市形勢圖

2017年1月16日，伊斯蘭國攻佔聯繫代爾祖爾機場與敘政府軍主要控制區的道路，把敘軍在代爾祖爾的控制區分割成東西兩部分。
2017年6月6日至8日，俄軍空襲準備進攻代爾祖爾的伊斯蘭國部隊，炸死約180名武裝分子。
2017年7月中，敘政府軍在敘利亞中部發起攻勢，陸續肅清伊斯蘭國在代爾祖爾市以西的多個據點，為代爾祖爾市解圍掃除障礙。
2017年8月21日，俄羅斯國防部公佈俄軍早前針對一支開往代爾祖爾市的伊斯蘭國車隊進行空襲，俄方宣稱在行動中殲滅200多名武裝分子。
由老虎部隊帶頭的敘政府軍沿蘇赫奈－代爾祖爾（M20）公路向代爾祖爾進攻，8月31日攻佔Haribshah鎮，距離代爾祖爾市不到50公里。到9月3日，解圍部隊距離代爾祖爾市只有約10公里。9月5日，解圍部隊推進至長期被圍困的市郊第137旅基地。9月9日，東面的代爾祖爾機場解圍。

## 對平民的影響
伊斯蘭國切斷對代爾祖爾市的供電。在被圍困的平民當中，營養不良現象普遍。自2016年4月起，聯合國的世界糧食計劃署在代爾祖爾市進行逾百次空投行動。至2017年1月，仍有超過10萬名平民留在被圍困的地區。